# Ctenucha reductana
Ctenucha reductana är en fjärilsart som beskrevs av Embrik Strand 1920. Ctenucha reductana ingår i släktet Ctenucha och familjen björnspinnare. Inga underarter finns listade i Catalogue of Life.